# Yukarışamlı, Pamukkale
Yukarışamlı là một xã thuộc huyện Pamukkale, tỉnh Denizli, Thổ Nhĩ Kỳ. Dân số thời điểm năm 2010 là 592 người.